# ديور لوهورن
ديور لوهورن (بالإنجليزية: Dior Lowhorn)‏ مواليد 15 أبريل 1987 في سان فرانسيسكو، هو لاعب كرة سلة أمريكي. بدأ مسيرته الاحترافية في سنة 2010. يبلغ طوله 6 قدم 7 بوصة (2.0 م).

## المسيرة الاحترافية
لعب مع بارانجي جينبرا سان ميغيل في سنة 2013، ثم لعب مع نادي الوداد الرياضي في موسم 2013–2014، ثم لعب مع هاماماتسو هيجاشيميكاوا فينيكس في سنة 2014.

## روابط خارجية
- ديور لوهورن على موقع DraftExpress.com (الإنجليزية)
- ديور لوهورن على موقع كلية كرة السلة في سبورتس رفرنس.كوم (الإنجليزية)
- ديور لوهورن على موقع ريلجم (الإنجليزية)
- ديور لوهورن على موقع بروبوليرز (الإنجليزية)